# Cuacuba
Genre
Cuacuba est un genre d'araignées aranéomorphes de la famille des Theridiosomatidae.

## Distribution
Les espèces de ce genre sont endémiques du Brésil.

## Liste des espèces
Selon World Spider Catalog (version 21.0, 14/07/2020) :
- Cuacuba mariana Prete, Cizauskas & Brescovit, 2018
- Cuacuba morrodopilar Prete, Cizauskas & Brescovit, 2018
- Cuacuba ribeira Prete & Brescovit, 2020

## Publication originale
- Prete, Cizauskas & Brescovit, 2018 : Three new species of the spider genus Plato and the new genus Cuacuba from caves of the states of Pará and Minas Gerais, Brazil (Araneae, Theridiosomatidae). ZooKeys, no 753, p. 107-162 (texte intégral).